# Danske Bank Polska
Danske Bank Polska S.A. (wcześniej Polsko-Kanadyjski Bank św. Stanisława S.A., Pol-Can Bank S.A.) – bank komercyjny w Polsce działający w latach 1991–2006 z siedzibą w Warszawie. W 2006 przekształcony w oddział duńskiego banku Danske Bank A/S.

## Historia
Założony w 1991 jako Polsko-Kanadyjski Bank św. Stanisława S.A. przez Credit Union św. Stanisława i Kazimierza z Toronto, katolicką organizację skupiającą polskich imigrantów w prowincji Ontario w Kanadzie. Był to jeden z pierwszych banków ze 100% udziałem kapitału zagranicznego utworzonych w Polsce po 1989 roku. Siedziba mieściła się na terenie parafii św. Barbary w Warszawie.
W 1996 mniejszościowym akcjonariuszem banku został Bankgesellschaft Berlin. W latach 1996–1999 wiceprezesem zarządu był Piotr Wiesiołek.
W 2000 przejęty przez Danske Bank A/S. Nazwę zmieniono na Danske Bank Polska S.A. W wyniku transakcji bank zmienił profil działalności z banku detalicznego na bank korporacyjny. W 2001 prezesem został Maciej Semeniuk, który pełnił tę funkcję do likwidacji banku w 2006, kiedy został on przekształcony w oddział zagranicznej instytucji kredytowej.